# Ferreola
Ferreola — род дорожных ос (Pompilidae).

## Распространение
В Европе 5 видов.

## Описание
Охотятся и откладывают яйца на пауков, которых парализуют с помощью жала. Личинки эктопаразитоиды пауков. Основание усиков расположено ближе к наличнику, чем к глазку. Коготки равномерно изогнутые. Вершина средней и задней голеней помимо шпор несёт шипы разной длины. Верх задних бедер с 1-5 предвершинными короткими прижатыми шипиками.

## Классификация
- Ferreola algira Lepeletier, 1845 — Северная Африка: Алжир
- Ferreola diffinis (Lepeletier, 1845)
- Ferreola dimidiata (Fabricius, 1793)
- Ferreola insolita Wahis & Terzo, 1996
- Ferreola orchesica (Kohl, 1886) — Испания